# Doliornis remseni
El cotinga de Remsen (Doliornis remseni), también denominado cotinga buchicastaña (en Colombia) o cotinga de vientre castaño, es una especie de ave paseriforme de la familia Cotingidae, una de las dos pertenecientes al género Doliornis. Es nativo de los Andes del noroeste de América del Sur. 

## Distribución y hábitat
Se distribuye en los Andes centrales de Colombia (Quindío), en los Andes orientales de Ecuador (sureste de Carchi hasta Zamora Chinchipe); es probable que ocurra en el extremo norte de Perú, sin embargo no existen registros.
esta especie es considerada rara y local en su hábitat natural: los densos enmarañados en ecotonos entre bosques montanos y páramos entre 2875 y 3650 m s. n. m. de altitud.

## Descripción
Mide en promedio 21 cm de longitud y pesa 65 g. Presenta corona y zona loreal negra, con una cresta semioculta roja a anaranjada en el centro de la corona; el plumaje de las partes superiores es gris negruzco, con los bordes de las alas fuscos; mejillas, mentón, cuello y garganta gris oscuro; parte superior del pecho gris; parte inferior del pecho, vientre y crísum rufo rojizo. Iris castaño oscuro; patas y pico negros.

## Estado de conservación
El cotinga de Remsen había sido calificado como «vulnerable» por la Unión Internacional para la Conservación de la Naturaleza (IUCN) hasta el año 2022, debido a que su pequeña población total se sospechaba moderadamente decadente debido a la pérdida de hábitat y su degradación; sin embargo, en nueva evaluación realizada en aquel año, fue re-calificado como «casi amenazado» con su población total estimada entre 2500 y 10 000 individuos maduros.

## Sistemática

### Descripción original
La especie D. remseni fue descrita por primera vez por los ornitólogos estadounidensis Mark B. Robbins y Gary H. Rosenberg, y ecuatoriano Francisco Sornoza Molina en 1994 bajo el mismo nombre científico; su localidad tipo es: «3 km sureste de Impueran, ladera occidental del Cerro Mongus, 00°27'N, 77°52'W, Provincia de Carchi, Ecuador»; el holotipo, un macho inmaduro recolectado el 20 de marzo de 1992, se encuentra depositado en el Museo de Ciencias Naturales de la Universidad Drexel en Filadelfia, bajo el número  ANSP 184734.

### Etimología
El nombre genérico masculino «Doliornis» se compone de las palabras del griego «dolios, dolos» que significa ‘astuto’, ‘malicioso’, y «ornis, ornithos» que significa ‘ave’; y el nombre de la especie «remseni», conmemora al ornitólogo estadounidense James Van Remsen Jr. (1949– ).

### Taxonomía
Ya fue considerada conespecífica con Doliornis sclateri pero difieren en la morfología y el plumaje. Es monotípica.